# Regio Istituto Superiore di Studi Commerciali, Coloniali ed Attuariali
Il Regio Istituto Superiore di Studi Commerciali venne istituito a Roma il 5 novembre 1906 con il Regio Decreto n. 591. L'istituto è collocato in alcuni spazi all'interno di palazzo Pamphilj a piazza Navona. L'economista e patriota Tullio Martello fu chiamato a Roma dal Ministro dell'Agricoltura, Industria e Commercio, per dirigerlo, diventando il primo Rettore dell'istituto. Martello, tuttavia, si dimise l'anno successivo a causa di difficoltà ministeriali nell'organizzazione dell'Istituto.
Successivamente, con il Regio Decreto del 12 marzo 1908 n. 104, l'Istituto fu riorganizzato con un nuovo ordinamento amministrativo e didattico, più semplice ed efficace, assumendo la denominazione completa di Regio Istituto Superiore di Studi Commerciali, Coloniali e Attuariali. Questo nuovo nome indicava chiaramente la vocazione universitaria e l'ampio raggio d'azione nelle discipline legate al commercio, alle colonie e agli studi attuariali. Il famoso economista Enrico Barone fu Rettore dell'istituto dal 1922 al 1924.
Nel 1935, con il Regio Decreto n. 2153 del 27 ottobre, il Regio Istituto fu integrato nell'Università di Roma come parte della Facoltà di Economia e Commercio. Nel segno della continuità, l'ultimo Rettore, Giacomo Acerbo, fu anche il primo Preside della neonata facoltà. Da questo momento in poi, l'Istituto divenne parte integrante del sistema universitario italiano, continuando ad evolversi e contribuendo alla formazione accademica in ambito economico e giuridico.
Poco prima di trasformarsi in Facoltà di Economia e Commercio, nel 1928, l'istituto si trasferì a piazza Borghese. Alla cerimonia partecipò il re Vittorio Emanuele III. Rimase in questa sede fino al 1970, quando venne trasferito nel Complesso Universitario di via del Castro Laurenziano, dove si trova tuttora come Facoltà di Economia.

## Rettori dell'istituto [1906-1935]
- Tullio Martello dal 1906 al 1907
- Anselmo Ciappi dal 1907 al 1908
- Errico De Marinis dal 1908 al 1910
- Gennaro Mondaini nel 1910
- Filippo Mariotti dal 1910 al 1911
- Anselmo Ciappi nel 1911
- Giuseppe Chiovenda dal 1911 al 1913
- Luigi Fontana Russo dal 1913 al 1919
- Umberto Navarrini dal 1919 al 1922
- Enrico Barone dal 1922 al 1924
- Vittorio Alfieri dal 1924 al 1924
- Arrigo Cavaglieri dal 1924 al 1924
- Umberto Navarrini dal 1925 al 1928
- Giacomo Acerbo dal 1928 al 1935